# Излазак сунца: Песма о два људска бића
Излазак сунца: Песма о два људска бића (енгл. Sunrise: A Song of Two Humans), или само Излазак сунца, амерички је неми љубавни драмски филм из 1927. године, немачког режисера Ф. В. Мурнауа (у свом америчком дебију), са Џенет Гејнор и Џорџом О’Брајеном у главним улогама. Причу је адаптирао Карл Мајер на основу приповетке „Излет у Тилзит”, из истоимене збирке Хермана Судермана из 1917. године.
Мурнау је одлучио да користи тада нови систем звука на филму, чиме је Излазак сунца постао један од првих дугометражних филмова са синхронизованом музичком партитуром и звучним ефектима. Филм је укључивао композицију Шарла Гуноа из 1872. Погребни марш марионете, која је касније коришћена као тема за телевизијску серију Алфред Хичкок представља (1955–1965). А-мол прелудиј Фредерика Шопена такође је истакнут у оркестарском аранжману.
Излазак сунца је освојио Оскара за јединствен и уметнички филм на 1. додели Оскара 1929. године. Џенет Гејнор је освојила прву награду Оскара за најбољу глумицу у главној улози за свој наступ у филму (такође га је освојила за своје наступе у филмовима 7. небо из 1927. и Улични анђео из 1928. године). Наслеђе филма је опстало и данас се сматра ремек делом и једним од најбољих филмова икада снимљених. Многи су га назвали најбољим филмом немог доба. Године 1989. Излазак сунца је био један од 25 филмова које је Конгресна библиотека САД одабрала за чување у Националном регистру филмова због свог „културолошког, историјског или естетског значаја”. Филмска архива Академије сачувала је Излазак сунца 2004. године. Амерички филмски институт је 2007. рангирао филм на 82. место своје листе 100 година АФИ-ја... 100 филмова, док су га Британски филмски институт и анкета критичара часописа Sight & Sound из 2012. прогласили за пети најбољи филм икада, а редитеља су сместили за 22. место.
Иако је оригинални негатив од 35 мм првобитне америчке верзије филма уништен у пожару у студијском трезору 1937. године, нови негатив је направљен од сачуваног отиска.

## Радња
Жена из града на одмору (Маргарет Ливингстон) се недељама задржава у градићу на језеру. Када падне мрак, она одлази до сеоске куће у којој човек (Џорџ О’Брајен) и жена (Џенет Гејнор) живе са својим дететом. Она звижди са ограде напољу. Човек је растрган, али коначно одлази, остављајући своју жену са сећањима на боља времена када су били дубоко заљубљени.
Човек и жена из града се састају на месечини и страствено се љубе. Она жели да он прода своју фарму — која у последње време не послује добро — и да јој се придружи у граду. Када му она предложи да проблем своје жене реши тако што ће је удавити, он креће насилно да је дави, али убрзо престаје и страсно се грле. Жена из града скупља снопове трске да би, када се чамац преврне, мушкарац могао да остане на површини.
Жена ништа не сумња када јој муж предложи да оду на излет, али када крену преко језера, убрзо постаје сумњичава. Он се спрема да је баци у воду, али када се она помоли за његову милост, схвата да то не може да учини. Он грозничаво весла ка обали, а када чамац стигне на копно, жена бежи.
Она се укрцава на трамвај, а он је прати, молећи је да га се не плаши. Трамвај их довози у град, где њу страх и разочарање преплављују. Човек је обасипа цвећем и хлебом и она коначно престаје да плаче и прихвата његове дарове. Враћајући се на улицу, дирнути су када виде младу како улази у цркву са својом поворком и прате је унутра да гледају венчање. Човек се сломи и тражи од жене да му опрости. Након сузног помирења, настављају своју авантуру у граду, фотографишући се заједно и посећујући вашар. Када падне мрак, укрцавају се у трамвај и крећу кући.
Ускоро се враћају преко језера под месечином. Изненадна олуја узрокује да њихов чамац почне да тоне. Човек се сећа два снопа трске које је раније ставио у чамац и веже их око жене. Чамац се преврне, а човек се буди на обали. Он окупља мештане да претраже језеро, али све што проналазе је разбијени сноп трске који плута у води.
Убеђен да се жена удавила, ожалошћени човек посрће кући. Жена из града одлази у његову кућу, под претпоставком да је њихов план успео. Човек почиње да је дави. Тада га слушкиња дозива и каже му да је жена жива, па он пушта жену из града и одлази до своје супруге, која је преживела држећи се за последњи сноп трске.
Човек клечи поред жениног кревета док она полако отвара очи. Њих двоје се љубе, док се кочија жене из града котрља низ брдо према језеру, а филм се завршава изласком сунца.

## Улоге
| Глумац              | Улога             |
| ------------------- | ----------------- |
| Џорџ О’Брајен       | човек             |
| Џенет Гејнор        | жена              |
| Маргарет Ливингстон | жена из града     |
| Бодил Росинг        | слушкиња          |
| Џ. Фарел Макдоналд  | фотограф          |
| Ралф Сиперли        | берберин          |
| Џејн Винтон         | маникирка         |
| Артур Хаусман       | наметљив господин |
| Еди Боланд          | љубазни господин  |

## Стил
Филм је направио Ф. В. Мурнау, немачки редитељ који је био једна од водећих личности немачког експресионизма, стила који је користио изобличени уметнички дизајн за симболичке ефекате. Мурнауа је позвао Вилијам Фокс да сними експресионистички филм у Холивуду.
Крајњи филм садржи огромне стилизоване сцене које стварају преувеличан и бајковит свет; сама градска улична гарнитура је наводно коштала преко 200.000 америчких долара и поново је коришћена у многим каснијим студијским продукцијама, укључујући Четири сина Џона Форда (1928). Велики део екстеријера је снимљен у Лејк Ароухеду, Калифорнија.
Препуна сценографских иновација, револуционарна кинематографија (Чарлса Рошера и Карла Страса) садржи посебно хваљене снимке праћења. Титлови се појављују ретко, са дугим секвенцама чисте акције и највећим делом приче испричане у Мурнауовом препознатљивом стилу. Екстензивна употреба принудне перспективе је упадљива, посебно на снимку града, са људима нормалне величине и сценама у првом плану и мањим фигурама у позадини са много мањим сетовима.
Ликови остају неименовани, што им даје универзалност погодну за симболизам. Фајт Харлан га је упоредио са својим немачким римејком Путовање у Тилзит (1939), указујући на симболику и меку фокусираност Изласка сунца за који је тврдио да је песма, док је његов реалистични римејк био филм.

## Објављивање
Излазак сунца је премијерно приказан 23. септембра 1927. године. Пратили су га прве звучне најаве у историји, што је привукло велики део почетног интересовања за филм.

## Пријем
Мордонт Хол из новина The New York Times је похвалио Излазак сунца као „филмско ремек-дело”. Рецензент за часопис Time је, међутим, назвао причу „оскудном” док је написао да филм свеукупно „успева да остане сликовито успављујући за дуго вече”. Филмски критичари и историчари данас га сматрају једним од најбољих филмова икада снимљених.

### Награде и номинације
Освојени Оскари (1929)
- Најбољи јединствен и уметнички филм (ова награда постојала је само на првој додели Оскара; у то време је била престижна као и она за најбољи филм, али је Академија од тада одлучила да је већа част припала Крилима у потоњој категорији)[15]
- Најбоља глумица у главној улози – Џенет Гејнор (у то време глумачке награде су додељиване за целокупни рад једног глумца у току године, па је она освојила ову награду за Излазак сунца, 7. небо и Уличног анђела)
- Најбоља фотографија – Чарлс Рошер и Карл Страс

Номинације за Оскара (1929)
- Најбоља сцениграфија − Рохус Глизе

Друга признања
- 1989 − уврштење у Национални регистар филмова
- 2002, 2012: рангиран међу најбољих 10 филмова у анкети критичара часописа Sight & Sound
- 100 година АФИ-ја... 100 љубавних прича − 63. место
- 100 година АФИ-ја... 100 хероја и негативаца − жена из града (номинована за негативца)
- 100 година АФИ-ја... 100 филмова (10. годишњица) − 82. место

## Кућни медији
20th Century Fox је првобитно објавио филм на DVD-у у Региону 1, али само као специјално ограничено издање доступно само поштом, слањем доказа о куповини других DVD наслова у њиховој колекцији „20th Century Fox Studio Classics” или као део сета Studio Classics: The 'Best Picture' Collection. DVD садржи коментаре, копију трејлера за филм, детаље о Мурнауовом изгубљеном филму Четири ђавола, грешке у снимању и многе друге карактеристике.
Крајем 2008. Fox је на неким тржиштима објавио „Murnau, Borzage and Fox Box Set”. Овде су биле укључене и тонска и европска нема верзија Изласка сунца. Документарни филм о три главна лика такође је део колекције.
Филм је такође објављен на DVD-у у Уједињеном Краљевству као део серије Мајстори биоскопа. У септембру 2009. године објављено је DVD реиздање Мајстора биоскопа на два диска, које је садржало и тонску верзију и краћу чешку верзију која се налази на DVD-у „Murnau, Borzage and Fox” из 2008, као и додатне карактеристике које су пронађене на претходним DVD издањима. Филм је истовремено објављен на Blu-ray диску, са обе додатне верзије приказане у видео запису високе дефиниције 1080п и стерео и моно звучним записима приказаним у Dolby TrueHD аудио формату без губитака. Ово издање у Уједињеном Краљевству је била прва прилика да је неми филм објављен на Blu-ray формату. Blu-ray диск није кодиран у региону и стога може да се пусти на било ком Blu-ray плејеру.
У јануару 2014. филм је објављен у Сједињеним Државама у Blu-ray/DVD комбинованом пакету од стране студија 20th Century Fox.
Ауторска права на филм су обновљена, и постаће јавно власништво 1. јануара 2023. године.